# 빌뉴스 마라톤
빌뉴스 마라톤(Vilnius Marathon)은 리투아니아, 빌뉴스에서 매년 10월에 열리는 마라톤 대회이다. 2004년에 처음 시작되었다.